# Maximiliano Andrada
Maximiliano Gabriel Andrada (Rosario, Argentina, 5 de octubre de 1985) es un futbolista argentino nacionalizado boliviano. Juega de centrocampista y su equipo actual es el Club Atlético Huracán de Barcelona   de la tercera catalana Española

## Clubes
| Club                 | País    | Año         | PJ | Goles |
| -------------------- | ------- | ----------- | -- | ----- |
| Nacional Potosí      | Bolivia | 2009        | 32 | 5     |
| Wilstermann          | Bolivia | 2010        | 41 | 5     |
| San José             | Bolivia | 2011        | 60 | 8     |
| Wilstermann          | Bolivia | 2012 - 2013 | 38 | 0     |
| Real Potosí          | Bolivia | 2013 - 2014 | 36 | 10    |
| Sport Boys Warnes    | Bolivia | 2014        | 22 | 2     |
| Club Atlético Ciclón | Bolivia | 2015 - 2016 | 28 | 4     |
| Club aurora          | Bolivia | 2016 - 2017 | 9  | 2     |
| Club Boca EK         | España  | 2017 - 2018 | 22 | 14    |
| Club Gol a Gol FC    | España  | 2018 - 2019 |    |       |